# Pitita
Pitita (a veces denominada Pitita Queen), nombre artístico de Bernat Bordes Vendrell (Barcelona, 16 de febrero de 1995), es una drag queen española, conocida por ser la ganadora de la tercera temporada de Drag Race España.

## Carrera

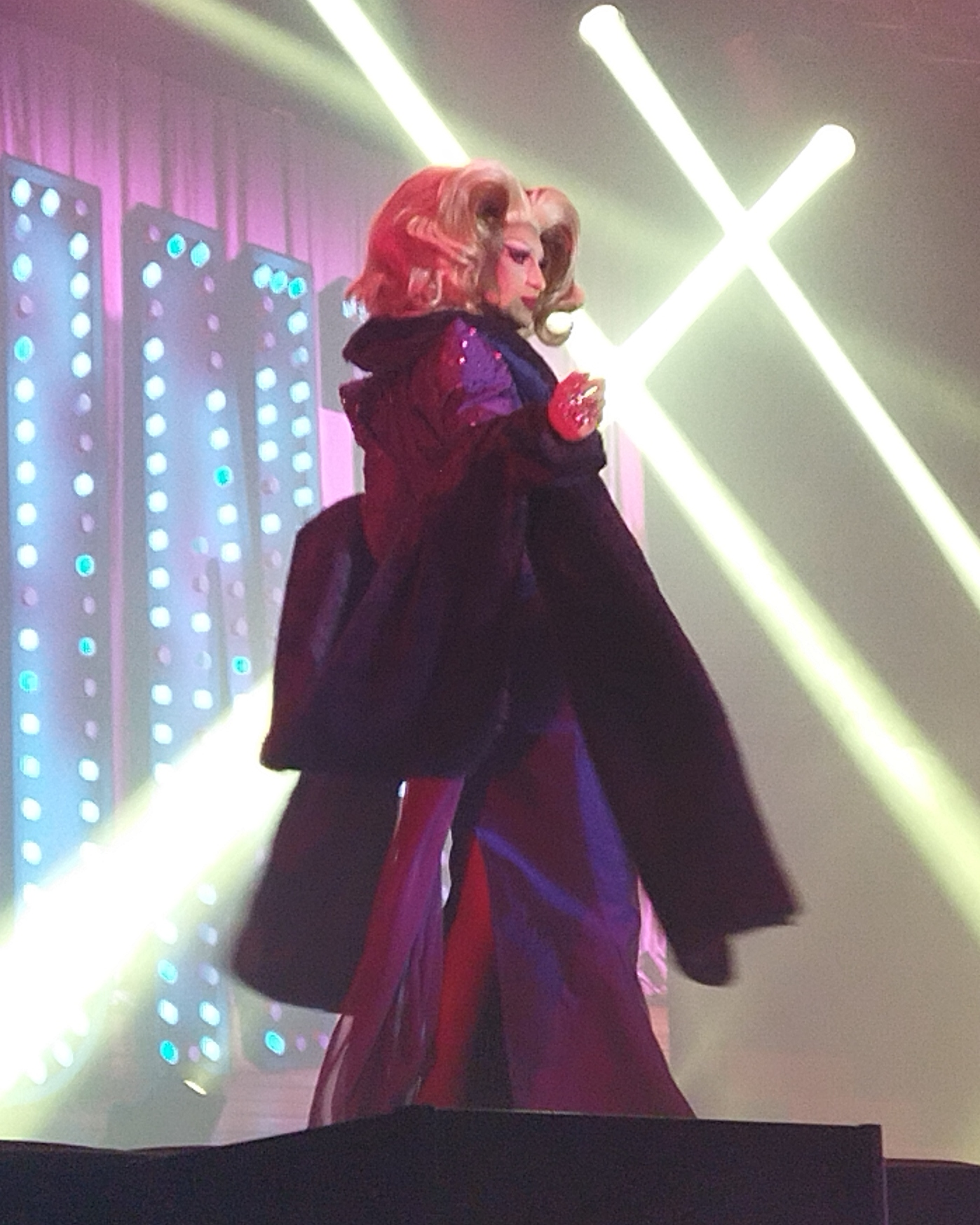
Pitita en El Gran Hotel de las Reinas, presentado en el Palacio Vistalegre de Madrid en 2023

En 2023, Pitita se unió a la competencia de telerrealidad Drag Race España en su tercera temporada, que comenzó a emitirse el 16 de abril de 2023. En el quinto episodio, titulado «Snatch Game», y cuyo reto principal consistía en la imitación, Pititia se decantó por imitar a Sara Montiel, sin conseguir sin embargo buenos resultados respecto a las críticas del jurado. En el séptimo episodio Pitita fue nominada junto a las concursantes Pakita y Pink Chadora a una doble eliminación. Las tres compitieron en una batalla de lip sync por su permanencia en el programa con la canción «No controles» de Olé Olé. Finalmente Pitita fue declarada vencedora, y Pakita y Pink Chadora fueron expulsadas del programa. En el octavo episodio, Pitita fue declarada ganadora del maxirreto "Un, dos, drag", suponiendo su cuarta victoria en el programa. Tras el noveno episodio, en el que tuvo lugar la eliminación de Clover Bish, Pitita se convirtió en una de las cuatro finalistas de la temporada.

## Polémicas
Durante su paso por la tercera temporada de Drag Race España, Pitita recibió opiniones divididas y una fuerte crítica a través de redes sociales, acusada de ser favorecida por el programa o tener asegurada desde un comienzo la victoria debido a la falta de imparcialidad del jurado. Fue discutido también que, durante el octavo episodio de la temporada, tras realizar un reto conjunto junto a Clover Bish, sólo Pitita fue declarada vencedora, alegando el jurado que el vestuario de Clover en pasarela era en realidad un disfraz.
La exconcursante de la primera temporada Dovima Nurmi lanzó también fuertes críticas en su contra, indicando que la propia Pitita lanzó críticas hirientes contra las concursantes de la primera temporada a través de vídeos de YouTube y criticando lo que Dovima denominó como «aires de grandeza».

## Filmografía

### Televisión
| año  | título           | papel      | notas        |
| ---- | ---------------- | ---------- | ------------ |
| 2023 | Drag Race España | Ella misma | 11 episodios |

## Discografía

### Sencillos
| Año  | Título    |
| ---- | --------- |
| 2023 | «Pedigrí» |

## Teatro
- El Gran Hotel de las Reinas (2023)[14]